# Грант (Толмин)
Грант (словен. Grant) — мале поселення в общині Толмин, Регіон Горишка, Словенія. Висота над рівнем моря: 735,9 м. Розташоване на пагорбах на південь від Грахово об Бачі.